# Joanny (Schauspieler)

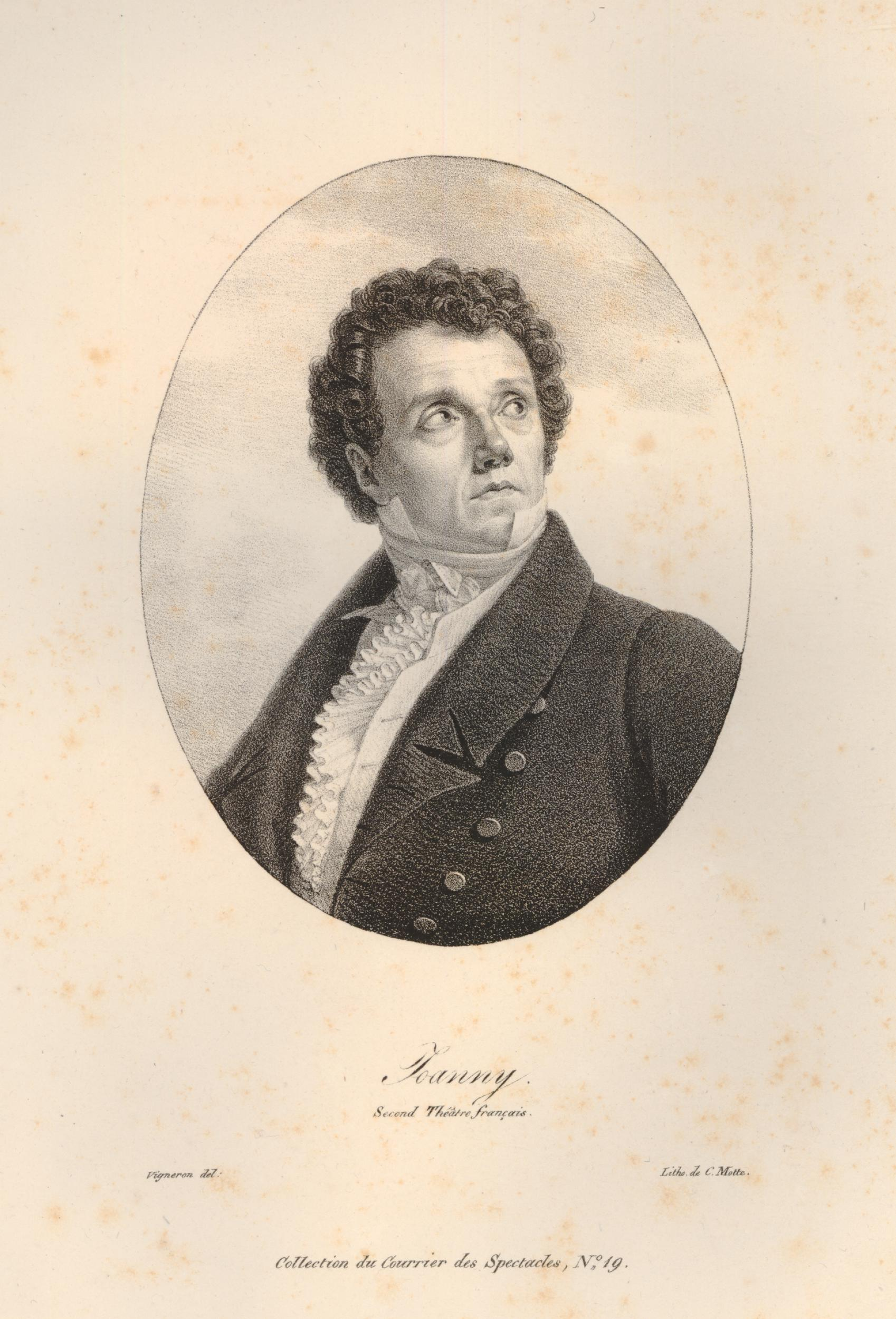
Jean-Bernard Brissebarre, bekannt als Joanny

Jean-Bernard Brissebarre, bekannt als Joanny (* 2. Juli 1775 in Dijon; † 6. Januar 1849 in Paris), war ein französischer Schauspieler.

## Karriere
Sein Vater war Kirchenmusiker an der Sainte-Chapelle de Dijon. Jean-Bernard war das jüngste von vier Geschwistern und wurde im Alter von acht Jahren nach Paris geschickt, um dort Hofmusiker zu werden. Er konnte sich nie dafür erwärmen und gab diese Ausbildung auf, um sich der Malerei zuzuwenden. Er fing daraufhin eine Lehre im Atelier von François-André Vincent an.
Im Alter von 16 Jahren schloss er sich begeistert der Revolutionsarmee, dem 1. Bataillon Pariser Freiwilliger, an, in dem bereits einer seiner Brüder diente. Später diente er im Husarenregiment de Bercheny, wo er auch auf Bosquier-Gavaudan traf. Sein Vater drängte ihn aber nach mehreren Verletzungen – einem Säbelhieb auf seinen rechten Arm, einem Schuss, der seinen Kopf traf, und einem Schuss, der ihn ein Fingerglied seiner linken Hand kostete – sich in die Verwaltung versetzen zu lassen, weil bereits zwei seiner Brüder gefallen waren.
Nach einigen Versuchen, in die bürgerliche Existenz zurückzukehren und sich als Schauspieler am Théâtre des Délassements–Comiques zu betätigen, wandte er sich an Mademoiselle Saint-Val cadette, die ihm 1797 ein Engagement am Théâtre de la République im Salle Richelieu, der späteren Spielstätte der Comédie-Française, verschaffte. Jedoch schloss das Theater noch im selben Jahr, was Joanny bewog, mit Talma nach Brüssel zu gehen. Auch nachdem Talma zur Wiedervereinigung der Comédie-Française nach Paris zurückgegangen war, blieb Joanny zunächst in Brüssel und nahm 1799 ein Engagement in Rouen an. Das nächste Engagement hatte er in Nancy, wo er dann 1803 für fünf Monate ohne Engagement blieb, was ihn in finanzielle Nöte stürzte. Mit nicht mehr, als was er am Leib trug, reiste er nach Marseille und schließlich nach Lyon, wo er 1807 ein Engagement hatte. In diesem Jahr erfolgte der Ruf an die Comédie, dem er auch zunächst folgte, doch kehrte er, nach harscher Kritik, er würde zu sehr Talma imitieren, nach Lyon zurück. Talma, der ihm wohl gesonnen war, empfahl ihn an den russischen Hof und es wurde ihm eine Rolle angeboten, aber Joanny konnte in Ermangelung eines Reisepasses Frankreich nicht verlassen.
Nach 20 Jahren unstetem Wanderleben durch die Provinz, wobei sich seine finanzielle Situation nach und nach verbesserte, erhielt Joanny 1819 ein festes Engagement am Odéon in Paris. Er avancierte dort direkt zum Chef der Tragödienschauspieler und debütierte als Duc de Vendôme in Voltaires Tragödie Adélaïde du Guesclin. Auch die folgenden Inszenierungen waren erfolgreich und sein Ruf als Schauspieler erreichte erneut die Comédie-Française. Die Leitung der Comédie bot ihm ein Engagement an, das er aber nicht sofort annahm. Der Vorgang schlug hohe Wellen und es gab sowohl Gegner als auch Befürworter des angebotenen Engagements, der König, Charles Philippe, ließ durch den Duc de Duras ausrichten, dass sich Joanny bis zum 5. November desselben Jahres erklären sollte und dass dieses Angebot zu leichtfertig gemacht worden sei. Die Comédie ließ ein Flugblatt, mit einer Auflage von 8000 Stück drucken, in dem dargelegt wurde, warum Schauspielnachwuchs dringend gebraucht wurde, dass Talma bereits dreißig und Lafon zwanzig Dienstjahre hinter sich und Anspruch auf ihre Pension hätten. Die Reaktion Joannys war trotzig und er blieb bei seinem Engagement am Odéon. Erst nach dem Tode Talmas, im Jahr 1825, kam er dem erneuten Angebot der Comédie nach und debütierte im Jahr 1826. Im Jahr 1828 wurde er festes Ensemblemitglied und damit in die Société de la Comédie-Française aufgenommen.
Joannys Karriere war nun auf ihrem Höhepunkt angelangt. Musste er im Odéon noch Komödien spielen, konnte er sich an der Comédie ganz aufs tragische Fach konzentrieren, in dem er unangefochtener Meister war. Nachdem er in zahlreichen Inszenierungen die Hauptrolle gespielt hatte, entschied er sich 1840, seinen Bühnenabschied zu nehmen, was ihm ein Jahr darauf auch genehmigt wurde. Er zog sich nach Bourg-la-Reine auf sein Altenteil zurück, wo er sein Buch Biographie d’un pauvre acteur schrieb, das er 1845 veröffentlichte. Danach hielt es ihn nicht mehr in Bourg-la-Reine und er kehrte nach Paris zurück. 
Im Jahr 1846 fand auch endlich seine Abschiedsvorstellung statt, die er an der Seite Rachels absolvierte, und er gab auch noch zwei Zusatzvorstellungen am Théâtre du Palais-Royal. 
Joanny starb überraschend im Januar 1849 und wurde zunächst auf dem Cimetière de Montmartre beigesetzt, jedoch später auf den Cimetière du Père-Lachaise umgebettet.

## Privates
Joanny war zweimal verheiratet. Die erste Ehe ging er 1796 mit Marie Françoise Bornet, verwitwete Nadal, ein, von der er sich schon 1800 wieder scheiden ließ. Die zweite Ehe mit Adélaïde Marie Jeanne de Malherbe, einer Schauspielkollegin aus Brest, schloss er im Jahr 1802, doch die Beziehung zerbrach ebenfalls nach kurzer Zeit. Auf dem Sterbebett bat ihn seine erste Frau die letzte Ehe aufrechtzuerhalten und vor der Kirche zu legalisieren, was er 1841 auch tat.

## Sonstiges
Der französische Romanist Maurice Descotes habilitierte 1955 mit der Schrift L’acteur Joanny et son Journal inédit. Extraits, in dem er Archivmaterial ausgewertet und teils unveröffentlichte Tagebücher, Briefe und Rezensionen heranzog.